# Nashua (Iowa)
Nashua è una città degli Stati Uniti d'America, situata nello Stato dell'Iowa, nella contea di Chickasaw e in parte nella contea di Floyd.